# Капур Хавели
Капур Хавели (англ. Kapoor Haveli) — историческое здание-хавели в Пешаваре (Пакистан) на улице Дхаки Мунавар-Шах. Многоэтажный дом имеет внутренний двор и около сорока помещений, фасад украшен цветочным фронтоном и выступающими балконами-джарока.
Строителями и первыми владельцами дома были Капуры. Здание в 1918—1922 годах построил Деван Башесварнат Капур, сын которого Притхвирадж Капур стал первым членом семьи, работавшим в киноиндустрии. Другими известными членами семьи, родившимися в этом доме были Трилок Капур, брат Притхвираджа и Радж Капур, сын Притхвираджа. Семья переехала в Мумбаи в 1930-х годах, но продолжала владеть домом. Шамми Капур и Шаши Капур хотя и родились на территории современной Индии, но часто бывали здесь.
Капуры были пенджабскими индуистами, поэтому после раздела Британской Индии в 1947 году они навсегда покинули Пешавар, оказавшийся в составе мусульманского государства Пакистан. В 1968 году их хавели приобрёл на аукционе ювелир Хаджи Хушал Расул, житель города Чарсадда в Северо-Западной пограничной провинции в соответствии с пунктом урегулирования, и только затем здание было продано жителю города Пешавар. Нынешний владелец дома, Хаджи Исрар Шах, унаследовал его от своего отца, который приобрёл его в середине 1980-х годов. 
В настоящее время в хавели располагается музей IMGC Global Entertainment в Пакистане, поддержку которому оказывает правительство провинции Хайбер-Пахтунхва.